# Herb Wrześni
Herb Wrześni – jeden z symboli miasta Września i gminy Września w postaci herbu.

## Wygląd i symbolika
Herb przedstawia w polu czerwonym różę srebrną o listkach zielonych i środku złotym.
Róża pochodzi bezpośrednio z herbu Poraj Różyców – pierwszych właścicieli miasta. 

## Historia
Najstarsza zachowana pieczęć z herbem Wrześni przystawiona została na dokumencie z dnia 28 czerwca 1564. Zachowały się też pieczęcie z XVIII, XIX i XX wieku. Na wszystkich róże są silnie rozwinięte, zaś płatki zachodzą na siebie.
Mimo ciągłych zmian właścicieli począwszy od XVI wieku, herb pozostał ten sam. Rysunek herbu przedstawia szeroko rozwinięte płatki róży, bardzo silnie nachodzące na siebie. Ten typ róży dominuje na dokumentach z XIX i XX wieku. W zbiorach Muzeum Regionalnego we Wrześni znajduje się tłok pieczętny z okresu międzywojennego, na którym wizerunek róży jest dokładnie taki sam jak na kartuszu ratusza. Herbem Poraj pieczętowali się także podskarbiowie Królestwa Polskiego, stąd róża znalazła się na polskiej monecie.